# Dipsosaurus
Dipsosaurus este un gen de șopârle din familia Iguanidae.

## Taxonomie
Acest gen cuprinde două specii descrise:
1. Iguana deșertului (Dipsosaurus dorsalis), descrisă pentru prima dată de Baird și Girard în 1852. Această specie este răspândită în vestul Americii de Nord, în regiunile deșertice din Arizona, California, Nevada și Mexic.
2. Iguana deșertului Santa Catalina (Dipsosaurus catalinensis), descrisă pentru prima dată de Van Denburgh în 1922. Această specie este endemică insulei Santa Catalina din California, SUA.